# Такер, Брайан
Бра́йан Та́кер (англ. Brian Tucker; США) — американский сценарист и продюсер, наиболее известный своей работой над фильмом «Город порока» (2013), фильме о Спауне и телесериалом «Секретное вторжение» (2023), транслирующимся на платформе Disney+.

## Карьера
Такер получил известность благодаря написанию сценария к фильму «Город порока» (2013), который был куплен компанией Mandate Pictures. Сценарий вошел в черный список лучших сценариев киноиндустрии 2008 года «лучших, хотя и не снятых сценариев». Говоря о готовом фильме, Эмили Хелвиг из The Hollywood Reporter сказала, что «проблемой мог быть сценарий Такера, и что, возможно, это была бы лучшая история, рассказанная как историческое произведение». У Майкла Филлипса из Chicago Tribune были проблемы с «совпадением и невероятностью» сценария Такера. В ноябре 2019 года было объявлено, что Такер выступит сценаристом ремейка фильма «Беглец» (1993). В августе 2021 года выяснилось, что Такер был нанят, чтобы переписать сценарий Тодда Макфарлейна для предстоящей перезагрузки фильма про Спауна. Такер также был прикреплен к написанию сценария для ремейка фильма «Сочувствие господину Месть» (2002) и оригинального фильма под названием «Истечение срока действия». В апреле 2023 года было объявлено, что он напишет несколько эпизодов телесериала «Секретное вторжение» (2023), события которого происходят в медиафраншизе «Кинематографическая вселенная Marvel» (КВМ) и распространяемого на стриминговом сервисе Disney+.

## Фильмография
| Год  | Название            | Известен как | Известен как | Примечания |
| Год  | Название            | Сценарист    | Продюсер     | Примечания |
| ---- | ------------------- | ------------ | ------------ | ---------- |
| 2013 | Город порока        | Да           | Да           |            |
| 2023 | Секретное вторжение | Да           | Да           |            |
| TBA  | Спаун               | Да           | Нет          |            |